# А̨
А̨ (minúscula а̨; cursiva: А̨ а̨) es una letra del alfabeto cirílico cirílico utilizada en los alfabetos cirílicos de los idiomas lituano y polaco, después de la fallida Revuelta de enero y la subsiguiente prohibición del alfabeto latino hasta 1904.

## Información técnica
| Forma     | Aspecto | Componentes | Componentes | Código       |
| --------- | ------- | ----------- | ----------- | ------------ |
| Majuscule | А̨       | U+0410А     | U+0328◌̨     | U+0410U+0328 |
| Minuscule | а̨       | U+0430а     | U+0328◌̨     | U+0430U+0328 |